# Baiting the Bobby
Baiting the Bobby è un cortometraggio muto del 1909 diretto da Lewin Fitzhamon.

## Trama
Dei ragazzi attirano un agente con dei fuochi d'artificio e con il manichino di una ragazza.

## Produzione
Il film fu prodotto dalla Hepworth.

## Distribuzione
Distribuito dalla Hepworth, il film - un cortometraggio di 122 metri - uscì nelle sale cinematografiche britanniche nel giugno 1909.
Si conoscono pochi dati del film che, prodotto dalla Hepworth, fu distrutto nel 1924 dallo stesso produttore, Cecil M. Hepworth. Fallito, in gravissime difficoltà finanziarie, il produttore pensò in questo modo di poter almeno recuperare il nitrato d'argento della pellicola.